# Anthracopteryx
Anthracopteryx is een geslacht van kevers uit de familie  
kniptorren (Elateridae).
Het geslacht is voor het eerst wetenschappelijk beschreven in 1891 door Horn.

## Soorten
Het geslacht omvat de volgende soorten:
- Anthracopteryx hiemalis Horn, 1891
- Anthracopteryx mexicana Champion, 1895